# Chafariz D. Maria
O Chafariz D. Maria ou Chafariz de D. Maria I situa-se no Largo do Chafariz de D. Maria I, em Palmela, no Distrito de Setúbal, Portugal.
O Chafariz de D. Maria I, de 1792, com as armas da soberana no corpo central e as antigas armas da vila nos corpos laterais, é uma obra cenográfica ao gosto da época, e veio substituir um chafariz mandado construir por D. Jorge, o mestre da Ordem, no século XVI.